# Elaeagnus laosensis
Elaeagnus laosensis är en havtornsväxtart som beskrevs av Paul Lecomte. Elaeagnus laosensis ingår i släktet silverbuskar, och familjen havtornsväxter. Inga underarter finns listade i Catalogue of Life.